# 리틀 걸 (miwa의 노래)
리틀 걸(일본어: リトルガール 리토루 가루[*])은 miwa의 2번째 싱글이다.

## 개요
전작 〈don't cry anymore〉로부터 약 3개월 만의 싱글이다.

## 수록곡
1. リトルガール / 리틀 걸 [4:20]
  - 작사·작곡: miwa / 편곡: DAISHI KATAOKA

TBS 계열 《COUNT DOWN TV》 6월도 오프닝 테마
2. あなたがいないと世界はこんなにつまらない / 당신이 없으면 세계는 이렇게 지루해 [4:19]
  - 작사·작곡: miwa / 편곡: Naoki-T
3. そばにいたいから / 곁에 있고 싶으니까 [4:28]
  - 작사·작곡: miwa
4. リトルガール ~instrumental~